# Archipad
 (août 2015).
Archipad est une suite d'applications (application web, iPad, iPhone) professionnelle destinée aux architectes et professionnels de la construction pour la gestion des suivis de chantier.
Développée à Sophia Antipolis en France, l'application permet de gérer des visites de chantier, générer et diffuser des rapports, organiser des observations et réserves.
Dotée d'une ergonomie soigneusement étudiée, Archipad permet entre autres fonctionnalités la réalisation de listes de réserves, leur mise en forme et diffusion dans l'espace même de la réunion.
En 2011, l'application Archipad est présentée au Salon Batimat où elle remporte la médaille d'or du Concours de l'Innovation.